# Felixstowe F.5
Філікстоу F.5 (англ. Felixstowe F.5) — британський розвідувальний летючий човен створений в кінці Першої світової війни створений Станцією з дослідження гідропланів британського флоту в Філікстоу. F.5 не встиг взяти активної участі в Першій світовій війні, але успішно використовувався для патрулювання в міжвоєнний період Британією, Японією і США.

## Історія створення
На початку Першої світової війни Британія закупила в США летючі човни Curtiss Model H для патрулювання моря і протидії німецьким підводним човнам. Для власної розробки гідролітаків в 1914 році була заснована Станція з дослідження гідропланів в Філікстоу. Під керівництвом лейтенант-полковника Джона Сіріла Порте, було створено декілька успішних дизайнів, покращену версію Curtiss H-12 — Felixstowe F.2, і більшу (але повільнішу) версію F.2 — Felixstowe F.3. В новому літаку F.5 планувалось сумістити кращі характеристики цих двох літаків.
Перший прототип з індексом N90 вперше піднявся в повітря в листопаді 1917 року продемонструвавши кращі льотні характеристики ніж попередники, і відповідно прийнятий на озброєння. Проте для полегшення масового виробництва було вирішено використати більше компонентів з F.3, що дещо погіршило дизайн порівняно з прототипом.

### В Японській Імперії
В 1921 році Британія направила авіаційну місію до Японії з метою допомоги в становленні японської морської авіації. Місія взяла з собою приблизно десять британських літаків, серед яких був один F.5 побудований Short Brothers. Флот зацікавився літаком і в квітні 1921 року запросив до Японії інженерів компанії з метою розгортання ліцензійного виробництва. Початково робота почалась на арсеналі флоту в Йокосуці, де були зібрані шість (за іншими даними 8) F.5 з виготовлених в Британії деталей і налагоджено інструментарій для виробництва.
Власне японське виробництво було вирішено почати на Арсеналі флоту Хіро в жовтні 1921 року, де було виготовлено приблизно 10 літаків. Ще 40 виготовила компанія Aichi, яка завершила виробництво F.5 в 1929 році. В японських F.5 використовувались імпортовані двигуни Rolls-Royce Eagle, а коли в серпні 1924 року двигунова фабрика в Хіро почала виробництво двигунів Lorraine W-12, як експеримент на один F.5 поставили їх. Такий варіант отримав позначення F.1, але в серійне виробництво його не запустили оскільки конструкція вже вважалась застарілою. Пізніше цими двигунами почали оснащуватись летючі човни Hiro H1H, які багато в чому базувались на F.5.

## Історія використання
F.5 не було прийнято на озброєння до закінчення Першої світової війни, коли він замінив старіші дизайни човнів Felixstowe і Curtiss. Після цього F.5 став основним летючим човном Повітряних сил Великої Британії, допоки не був замінений на Supermarine Southampton в 1925 році.
В Японській імперії F.5 використовувались для дальньої розвідки з 1922 року по 1930 базуючись на базах в Йокосуці і Сасебо. Хоча літак демонстрував прекрасні льотні характеристики, і часто потрапляв в пресу через рекордні по дальності перельоти, через погану якість обслуговування і погодні умови стан літаків часто був поганим що призвело до великої кількості аварій.

## Варіант
N90
Перший прототип літака створений на станції дослідження гідропланів.
Felixstowe F.5
Серійний варіант, який виготовлявся на приватних фірмах на замовлення флоту, відрізнявся використанням компонентів з Felixstowe F.3 для полегшення виробництва.
Felixstowe F5LВиготовлена в США версія з двигунами Liberty L-12
Gosport Flying BoatОдин F.5 збудований Gosport Aircraft Company для цивільного використання, для виставки цивільної авіації в Амстердамі в серпні 1919 року.
Gosport Fire FighterЗапропонований 10-тимісний варіант F.5 для використання пожежною службою в екстрених ситуаціях.
Gosport G5
Запропонований цивільний варіант F.5 для пасажирських (6 пасажирських місць), поштових і вантажних перевезень, оснащений двигунами Rolls-Royce Eagle, Napier Lion чи Cosmos Jupiter. Як і Fire Fighter, G5 розглядався як літак для пожежної служби.
Gosport G5aЗапропонований менший варіант G5.
Navy F.5

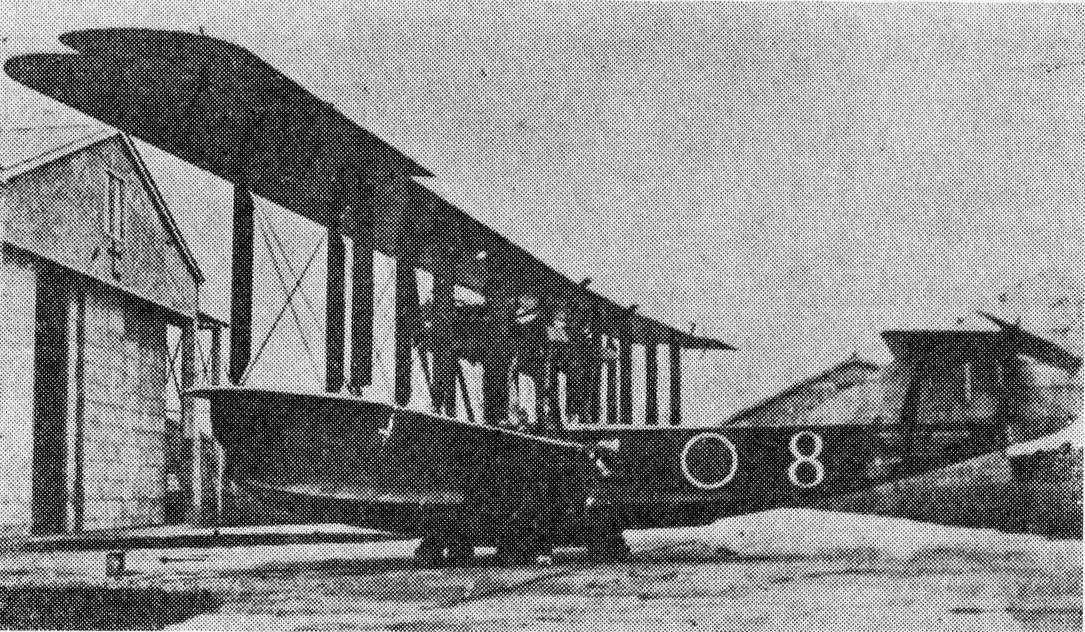
Японський F.5.

: Виготовлені в Японії варіанти F.5 для потреб Імперського флоту Японії.
Варіант фюзеляжу SaundersКомпанія S. E. Saunders в 1922 отримала контракт від Міністерства авіації для дослідження переваг тунельного типу дерев'яного фюзеляжу для порівняння з суцільнометалевим варіантом від Short Brothers. Новий запатентований порожнистий корпус використали в одному F.5 (N178) в вересні 1924 року на дослідницькій установі флоту. Але випробування були короткими, оскільки варіант від Short виявився кращим, і в середині 1925 цей варіант розібрали.
Short S.2
В 1924 році Міністерство авіації ініціювало тендер на побудову сучасніших корпусів для F.5 Компанія Short Brothers запропонувала суцільно-металевий варіант розроблений на базі Short Silver Streak. Виготовлений з дюралюмілю літак вперше злетів 5 січня 1925 року і був відправлений на тестування флоту 14 березня. Після проходження тестів на міцність суцільнометалеві корпуси стали стандартом для літаків флоту, а компанія Short використала набутий досвід під час виробництва Short Singapore.
Hiro H1HСтворений на Арсеналі флоту Хіро варіант Navy F.5 з побудованими в Японії ліцензійними двигунами Lorraine W-12 чи BMW VII

## Тактико-технічні характеристики
Дані з Aircraft of the Royal Air Force

Деталі корпусу F.5.

### Технічні характеристики
- Екіпаж: 4 особи
- Довжина: 15 м
- Висота: 5,7 м
- Розмах крил: 31,6 м
- Площа крил: 131,00 м²
- Маса пустого: 4128 кг
- Маса спорядженого: 5753 кг
- Двигуни: 2 × Rolls-Royce Eagle VIII
- Потужність: 2 × 345 к. с.

### Льотні характеристики
- Максимальна швидкість: 142км/год (на висоті 610 м.)
- Час польоту: 7 год.
- Практична стеля: 2073 м
- Час набору висоти 1980 м.: 30 хв.

### Озброєння
- Кулеметне:
  - 1 × 7,7 мм кулемет Льюїса в носовій турелі
  - 3 × 7,7 мм кулемети Льюїса в різних позиціях в середині літака
- Бомбове навантаження:
  - до 417 кг бомб

## Оператори
Велика Британія
- Повітряні сили Великої Британії (початково ескадрильї Королівської морської авіаційної служби)
  - 230-а ескадрилья
  - 231-а ескадрилья
  - 232-а ескадрилья
  - 238-а ескадрилья
  - 247-а ескадрилья
  - 249-а ескадрилья
  - 259-а ескадрилья
  - 261-а ескадрилья
  - 267-а ескадрилья
- Авіаційна компанія Госпорту — один цивільний літак

 Японія
- Авіація імперського флоту Японії

 США
- Військово-морські сили США
- Aeromarine West Indies Airways
- Atlantic Coast Airways Corporation of Delaware